# Sybra postalbomarmorata
Sybra postalbomarmorata är en skalbaggsart som beskrevs av Stefan von Breuning 1964. Sybra postalbomarmorata ingår i släktet Sybra och familjen långhorningar.
Artens utbredningsområde är Filippinerna. Inga underarter finns listade i Catalogue of Life.